# Hapa
Hapa (/ˈhɑːpə/) is een Hawaïaans woord voor iemand met een multiraciale afkomst. In Hawaï verwijst het woord naar elke persoon met een gemengde etnische afkomst, ongeacht de specifieke mix. De term wordt gebruikt voor elke multiraciale persoon met een gedeeltelijke mix van Oost-Aziatisch, Zuidoost-Aziatisch of Pacifische Eilandbewoner in Californië. In wat kan worden gekarakteriseerd als transculturele diffusie of de golftheorie, heeft dit laatste gebruik zich ook verspreid naar Massachusetts, Ohio, en Oregon.
Beide benuttingen zijn hedendaags.

## Historisch en Hawaiiaans gebruik

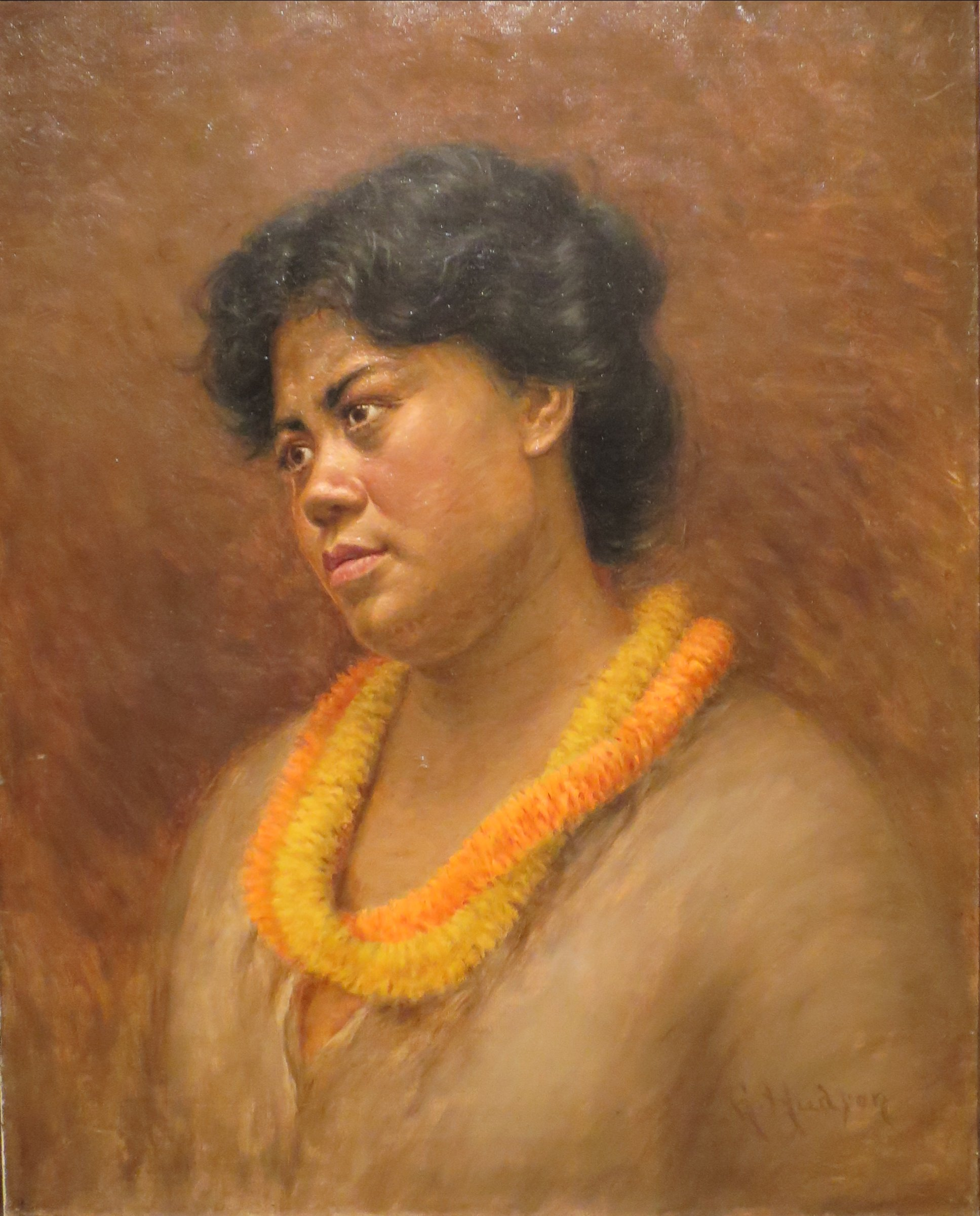
Hapa Haole (Nr. 206) van Grace Hudson

Het woord "hapa" kwam in het begin van de 19e eeuw in de Hawaiiaanse taal terecht, met de komst van christelijke missionarissen die een Hawaiiaans alfabet instelden en een curriculum voor scholen ontwikkelden. Het is een transliteratie van het Engelse woord "half", maar kreeg al snel de betekenis "deel", wat gecombineerd kon worden met getallen om breuken te vormen. Zo is hapalua de helft, hapahā een kwart en hapanui meerderheid.
In Hawaii kan de term worden gebruikt in combinatie met andere Hawaiiaanse raciale en etnische beschrijvingen om een bepaalde raciale of etnische mix te specificeren. Een voorbeeld hiervan is hapa haole (deels Europees/wit). Mary Kawena Pukui stelt dat de oorspronkelijke betekenis van het woord haole "buitenlander" was. Daarom kunnen alle niet-Hawaiianen haole worden genoemd. In praktische zin wordt de term echter gebruikt als een raciale beschrijving voor witten, met de specifieke uitsluiting van Portugezen. Portugezen worden traditioneel gezien als een apart ras in Hawaï.
Hapa-haole is ook de naam van een type Hawaïaanse muziek waarin de melodie, stijl en/of het onderwerp Hawaïaans is, maar de teksten gedeeltelijk, grotendeels of geheel in het Engels zijn. Veel hapa-haole-liedjes hadden hun muzikale wortels in de westerse traditie en de teksten waren in een combinatie van Engels en Hawaïaans; deze liedjes werden voor het eerst populair buiten het territorium Hawaï (Territory of Hawaii) vanaf 1912-1915, en omvatten titels zoals "My Little Grass Shack in Kealakekua" en "Sweet Leilani."
Hapa haole wordt ook gebruikt voor Hawaïaanse hula-liedjes die gedeeltelijk in het Engels zijn, waardoor ze op sommige locaties, zoals het Merrie Monarch Festival, niet als "authentieke" Hawaïaanse hula worden beschouwd.

## Controversie
Sommigen zien het gebruik van de term om te verwijzen naar gemengde Aziatische mensen zonder enige connectie met Hawaï als een toe-eigening van de Hawaïaanse cultuur, maar er zijn kamaʻāina en Kānaka Maoli die het als hypocriet zien om te protesteren tegen iemand die iets gebruikt dat oorspronkelijk van een andere cultuur is overgenomen.
Anderen nemen een sterkere houding in om het gebruik en misbruik ervan te ontmoedigen, omdat ze de term als vulgair en racistisch beschouwen.
De term is echter, in tegenstelling tot andere woorden die verwijzen naar mensen van gemengd ras, nooit een denigrerende term geweest wanneer deze in de oorspronkelijke Hawaïaanse context wordt gebruikt, hoewel er enige discussie is over het juiste gebruik buiten deze context. Zoals Wei Ming Dariotis stelt: "'Hapa' werd gekozen omdat het het enige woord was dat we konden vinden dat ons niet echt pijn deed. Het is geen van de Aziatische woorden voor gemengde Aziatische mensen die negatieve connotaties bevatten, noch letterlijk (bijv. 'kinderen van het stof', 'gemengd dier') noch door associatie (Euraziatisch)."

## In popcultuur
In 2010 kwam de film One Big Hapa Family uit, over Japanse Canadezen.